# Jelen (plastika, Karlovy Vary)
Jelen v Karlových Varech je litinová socha, která se nachází v zahradě za Parkhotelem Richmond na jižním okraji města.

## Historie
Sochu si v polovině 19. století objednal baron August von Lützow u svého přítele, akademického malíře a sochaře prof. Augusta Kisse z Berlína. Nejprve stávala s ostatními sochami – kamzíkem, kočkou, býkem, koněm, dvěma velkými sedícími psy a Amazonkou na koni bojující s panterem – v zahradě baronovy vily (dnes vila Lützow). Baron původně zamýšlel nechat sochu jelena osadit na skálu v lese nad Vřídlem, čímž by byl rád podpořil pověst o objevení Vřídla. Když se však zjistilo, že špičatá a úzká skála je pro takto velkou sochu nevhodná, ustoupil od svého záměru (později, v roce 1851, nechal na skalní jehlu osadit sochu Kamzíka od téhož autora).
V době před rokem 1932 byla socha jelena přemístěna do zahrady hotelu Richmond. Nejprve stála na skalisku u cesty, poté byla usazena na vydlážděnou terasu u kamenné nádrže.

## Popis
Litinová socha jelena v životní velikosti. Je volně přístupná v zahradě za Parkhotelem Richmond.